# Tipula (Microtipula) neolenta
Tipula (Microtipula) neolenta is een tweevleugelige uit de familie langpootmuggen (Tipulidae). De soort komt voor in het Neotropisch gebied.